# Bonnevaux (Doubs)
Pour les articles homonymes, voir Bonnevaux.
Bonnevaux est une commune française située dans le département du Doubs, la région culturelle et historique de Franche-Comté et la région administrative Bourgogne-Franche-Comté.
Ses habitants sont nommés les Bonnevaliens et Bonnevaliennes.

## Géographie

### Climat
Pour des articles plus généraux, voir Climat de la Bourgogne-Franche-Comté et Climat du Doubs.
En 2010, le climat de la commune est de type climat de montagne, selon une étude du Centre national de la recherche scientifique s'appuyant sur une série de données couvrant la période 1971-2000. En 2020, Météo-France publie une typologie des climats de la France métropolitaine dans laquelle la commune est exposée à un climat de montagne ou de marges de montagne et est dans la région climatique Jura, caractérisée par une forte pluviométrie en toutes saisons (1 000 à 1 500 mm/an), des hivers rigoureux et un ensoleillement médiocre.
Pour la période 1971-2000, la température annuelle moyenne est de 7,4 °C, avec une amplitude thermique annuelle de 16,3 °C. Le cumul annuel moyen de précipitations est de 1 612 mm, avec 13 jours de précipitations en janvier et 10,9 jours en juillet. Pour la période 1991-2020, la température moyenne annuelle observée sur la station météorologique de Météo-France la plus proche, « Labergement », sur la commune de Labergement-Sainte-Marie à 8 km à vol d'oiseau, est de 8,0 °C et le cumul annuel moyen de précipitations est de 1 459,4 mm. 
La température maximale relevée sur cette station est de 36,4 °C, atteinte le 31 juillet 1983 ; la température minimale est de −33 °C, atteinte le 9 janvier 1985,,.
Les paramètres climatiques de la commune ont été estimés pour le milieu du siècle (2041-2070) selon différents scénarios d'émission de gaz à effet de serre à partir des nouvelles projections climatiques de référence DRIAS-2020. Ils sont consultables sur un site dédié publié par Météo-France en novembre 2022.

## Urbanisme

### Typologie
Au 1er janvier 2024, Bonnevaux est catégorisée commune rurale à habitat dispersé, selon la nouvelle grille communale de densité à 7 niveaux définie par l'Insee en 2022.
Elle est située hors unité urbaine et hors attraction des villes,.

### Occupation des sols
L'occupation des sols de la commune, telle qu'elle ressort de la base de données européenne d’occupation biophysique des sols Corine Land Cover (CLC), est marquée par l'importance des forêts et milieux semi-naturels (68,8 % en 2018), une proportion identique à celle de 1990 (68,8 %). La répartition détaillée en 2018 est la suivante : 
forêts (54,6 %), prairies (23,9 %), milieux à végétation arbustive et/ou herbacée (14,2 %), zones humides intérieures (4,3 %), zones urbanisées (2,3 %), eaux continentales (0,7 %). L'évolution de l’occupation des sols de la commune et de ses infrastructures peut être observée sur les différentes représentations cartographiques du territoire : la carte de Cassini (XVIIIe siècle), la carte d'état-major (1820-1866) et les cartes ou photos aériennes de l'IGN pour la période actuelle (1950 à aujourd'hui).

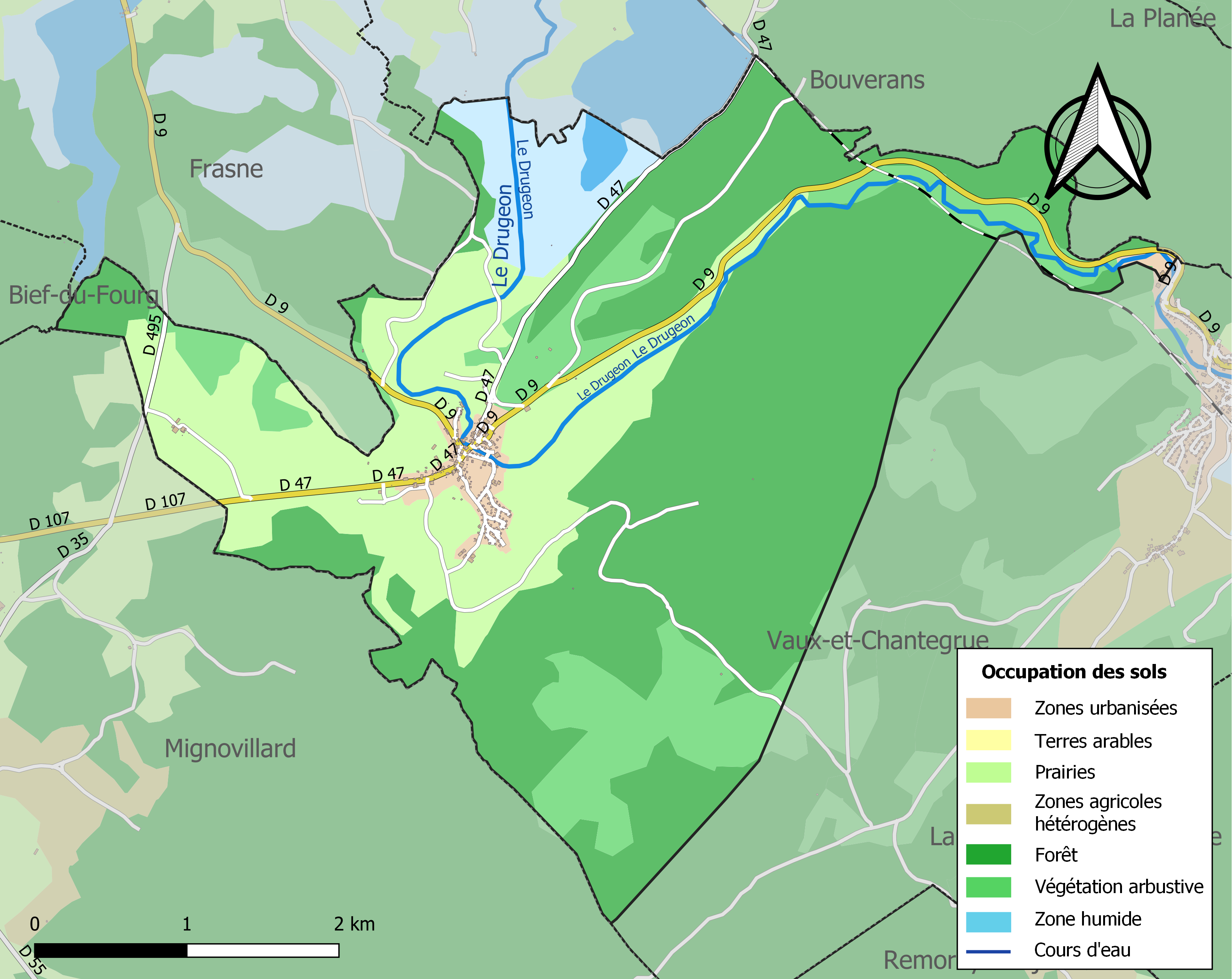
Carte des infrastructures et de l'occupation des sols de la commune en 2018 (CLC).

## Toponymie
Bonesvaux en 1304 ; Bonevaux en 1352 ; Bonneval en 1375 ; Bonnevaus en 1629.

## Histoire
Bonnevaux tirait son nom de « Bonna Vallis ». Les premiers documents traitant du village datent de 1250 où Amauri III de Joux, après ses guerres contre Jean de Chalon l'Antique, reconnaissait ce dernier comme suzerain du fief de Bonneval entre autres. Un titre antérieur contient la reconnaissance d'Henry de Joux et de Guillauma sa femme, de la tenue du fief des châteaux de Joux, d'Usie, de Bonnevaux et de Dommartin ainsi que de ce qu'elle possédait à Levier et à Boujailles. En 1344, Hugues de Blanay, seigneur de Joux, relâchait à Jean II de Chalon-Arlay la ville de Bonnevaux avec ses dépendances. Le sire de la maison de Chalon-Arlay accordait aux habitants le droit d'usage dans les Bois-de-la-Côte, cette permission était renouvelée par Béatrix de Vienne en 1324 et en 1368 par Hugues II de Chalon-Arlay. Jean II de Chalon-Arlay avait affranchi Aymon et Pernet en 1336 en remerciement des bons services qu'ils lui avaient rendu. En 1369 et en 1426, la même faveur était accordée à Pierre Roillet et à Oudette Lambert, puis en 1430 à Jean et Jeannin dit Freschet.

## Politique et administration
| Période                                  | Période  | Identité          | Étiquette | Qualité                    |
| ---------------------------------------- | -------- | ----------------- | --------- | -------------------------- |
| 1995                                     |          | Christian Petite  |           |                            |
| mars 2001                                | mai 2020 | Jean-Louis Néault | DVG       | Retraité Fonction publique |
| mai 2020                                 | En cours | Monique Brulport  |           |                            |
| Les données manquantes sont à compléter. |          |                   |           |                            |

## Démographie
Ses habitants sont appelés les Bonnevaliens et les habitan,tes les Bonnevaliennes.

L'évolution du nombre d'habitants est connue à travers les recensements de la population effectués dans la commune depuis 1793. Pour les communes de moins de 10 000 habitants, une enquête de recensement portant sur toute la population est réalisée tous les cinq ans, les populations de référence des années intermédiaires étant quant à elles estimées par interpolation ou extrapolation. Pour la commune, le premier recensement exhaustif entrant dans le cadre du nouveau dispositif a été réalisé en 2004.

En 2022, la commune comptait 420 habitants, en évolution de +10,82 % par rapport à 2016 (Doubs : +1,88 %, France hors Mayotte : +2,11 %).
| 1793 | 1800 | 1806 | 1821 | 1831 | 1836 | 1841 | 1846 | 1851 |
| ---- | ---- | ---- | ---- | ---- | ---- | ---- | ---- | ---- |
| 372  | 332  | 431  | 350  | 424  | 532  | 507  | 569  | 458  |

| 1856 | 1861 | 1866 | 1872 | 1876 | 1881 | 1886 | 1891 | 1896 |
| ---- | ---- | ---- | ---- | ---- | ---- | ---- | ---- | ---- |
| 371  | 359  | 378  | 362  | 343  | 349  | 343  | 346  | 403  |

| 1901 | 1906 | 1911 | 1921 | 1926 | 1931 | 1936 | 1946 | 1954 |
| ---- | ---- | ---- | ---- | ---- | ---- | ---- | ---- | ---- |
| 383  | 394  | 363  | 327  | 296  | 284  | 249  | 240  | 277  |

| 1962 | 1968 | 1975 | 1982 | 1990 | 1999 | 2004 | 2006 | 2009 |
| ---- | ---- | ---- | ---- | ---- | ---- | ---- | ---- | ---- |
| 263  | 246  | 218  | 230  | 224  | 260  | 280  | 282  | 346  |

| 2014 | 2019 | 2022 | - | - | - | - | - | - |
| ---- | ---- | ---- | - | - | - | - | - | - |
| 372  | 398  | 420  | - | - | - | - | - | - |

## Culture locale et patrimoine

### Lieux et monuments
- L'église Saint-Jean-Baptiste recensée dans la base Mérimée[22]. Elle renferme plusieurs éléments de mobilier recensés dans la base Palissy.
- Château des XVe et XVIe siècles recensé dans la base Mérimée[23].
- Trois fermes anciennes recensées dans la base Mérimée[24].
- Chapelle du Forbonnet.
- Les tourbières entre Frasne et Bonnevaux : voir le site http://tourbieres.free.fr
- La Pastorale, ferme musée. voir le site http://www.frasne.net/pastorale/pastorale.htm
- Une "maison en bois de lune"[Note 4], rue de l’église, qui daterait de 1897[25],[26].
- Moulin scierie Marandet, du XVe siècle[27] aménagé en scierie en 1902, puis transformé en ferme en 1962. Le moulin, rénové, se visite[28].
- La vallée du Drugeon qui traverse le village en faisant un virage à 180° pour contourner la montagne du Laveron.

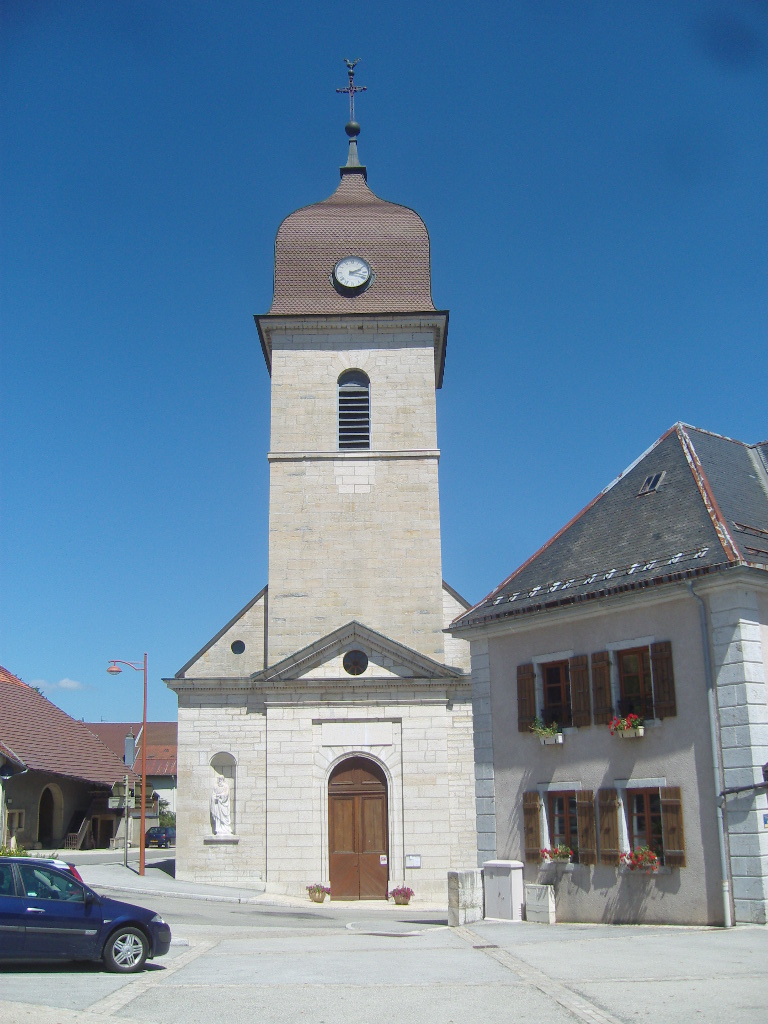
Église paroissiale Saint-Jean-Baptiste.
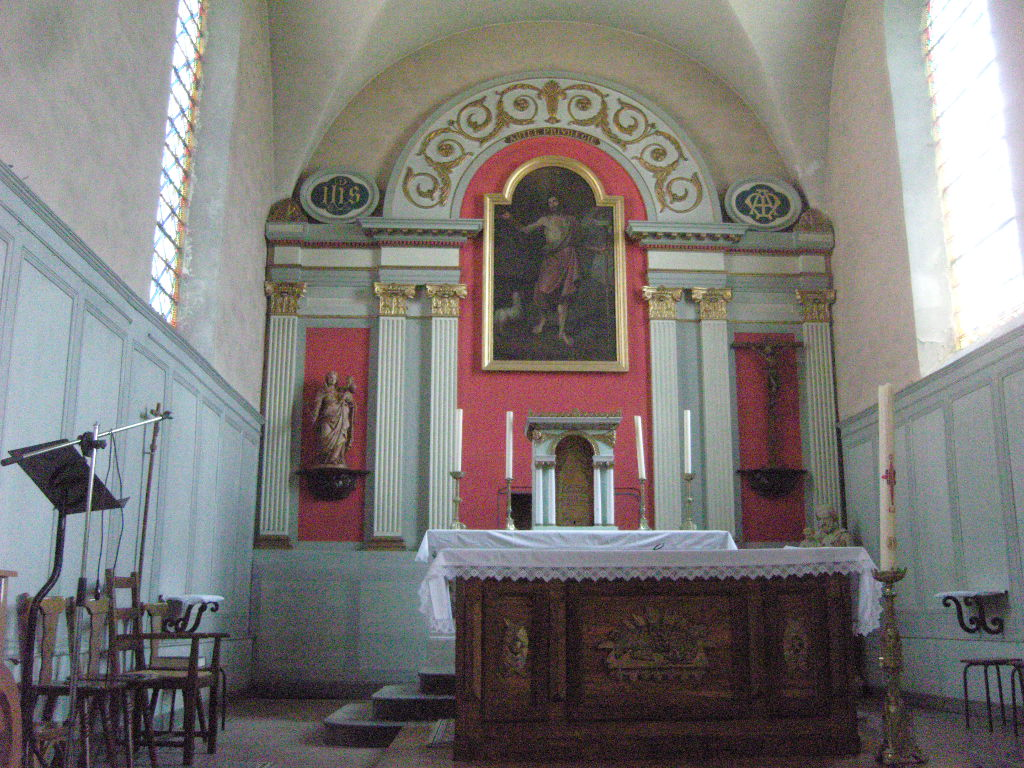
Intérieur de l'église.
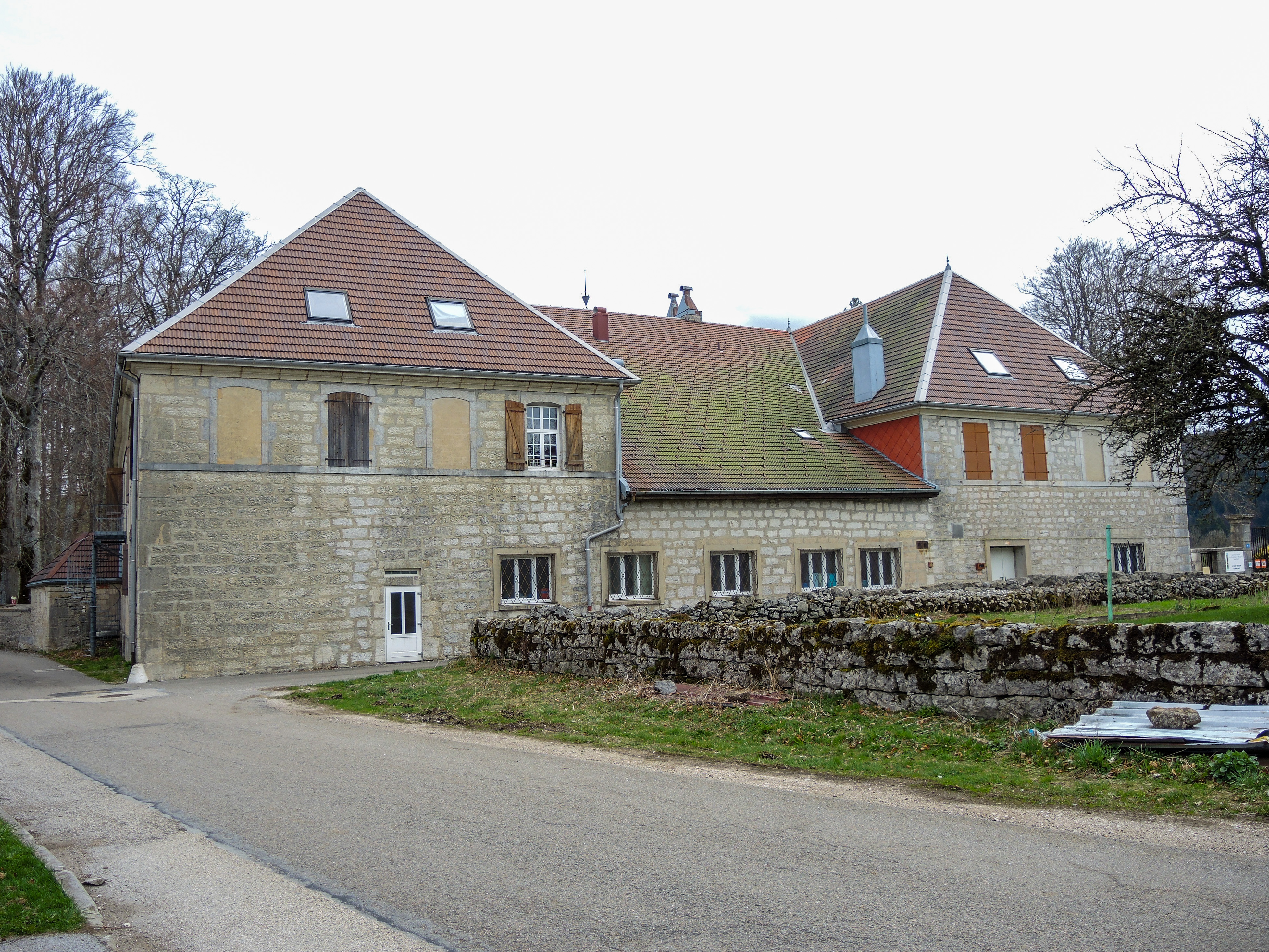
Château.
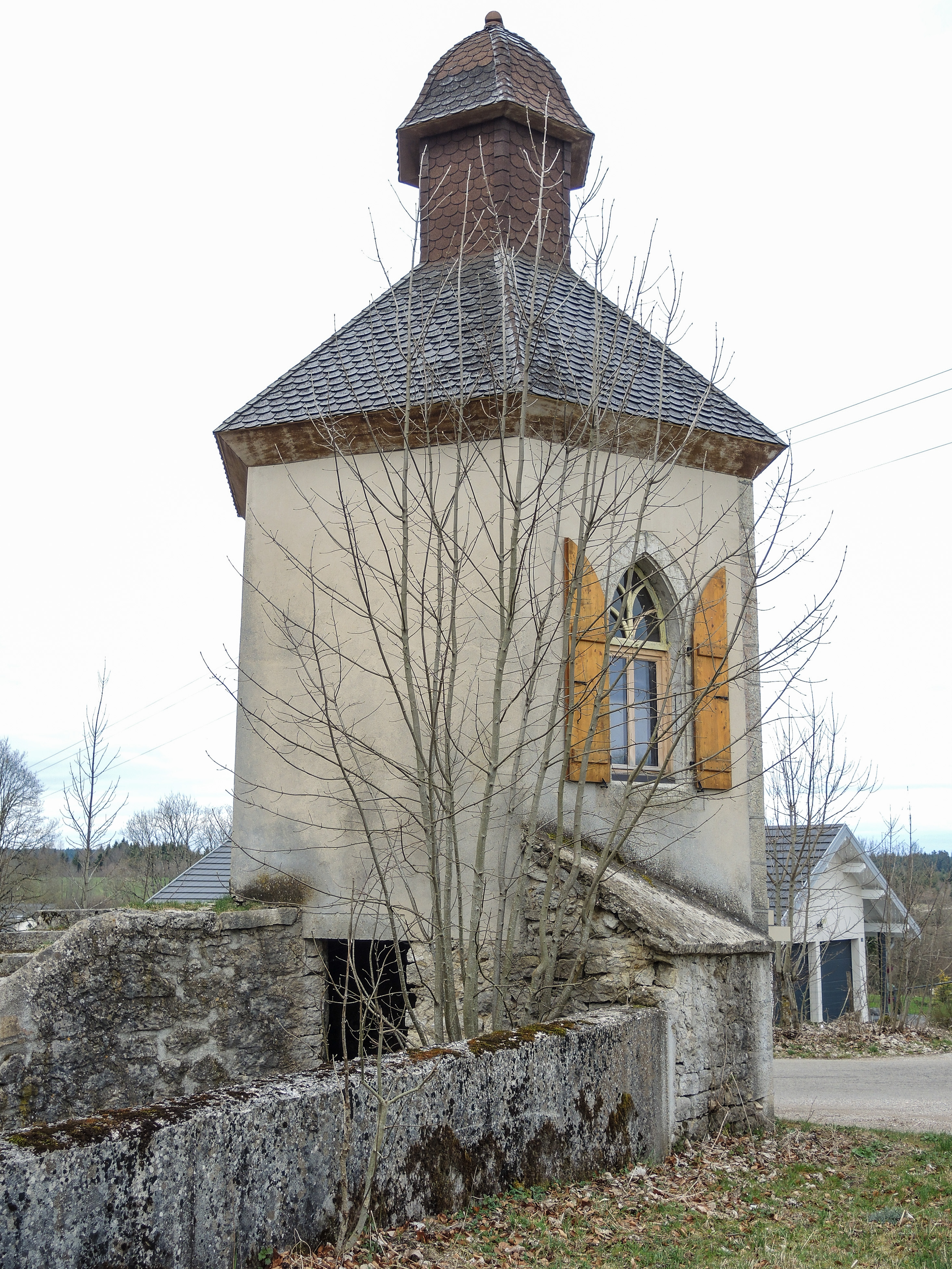
Chapelle du Forbonnet.
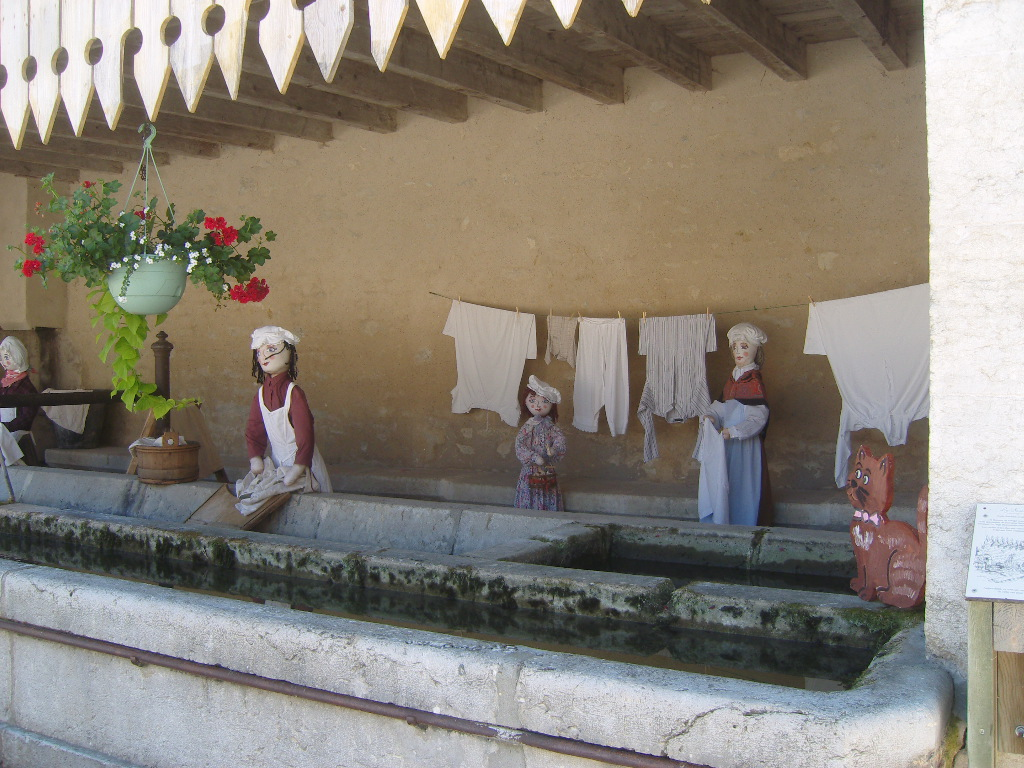
Lavoir-abreuvoir décoré de marionnettes immobiles.

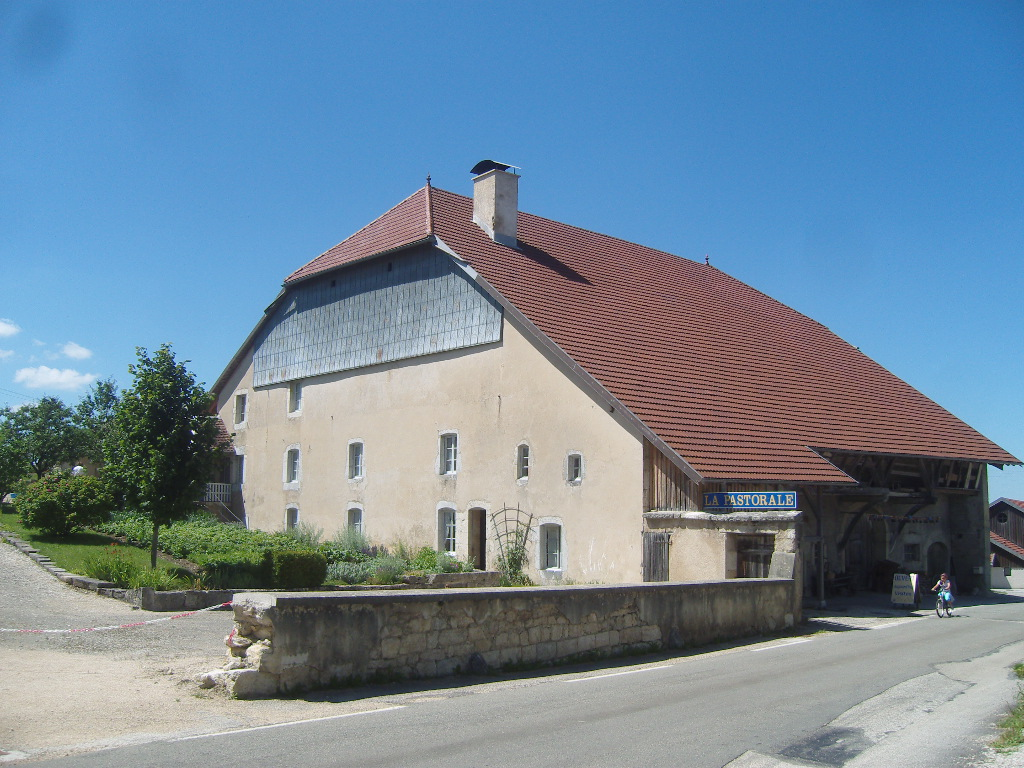
Ferme-musée de la Pastorale.
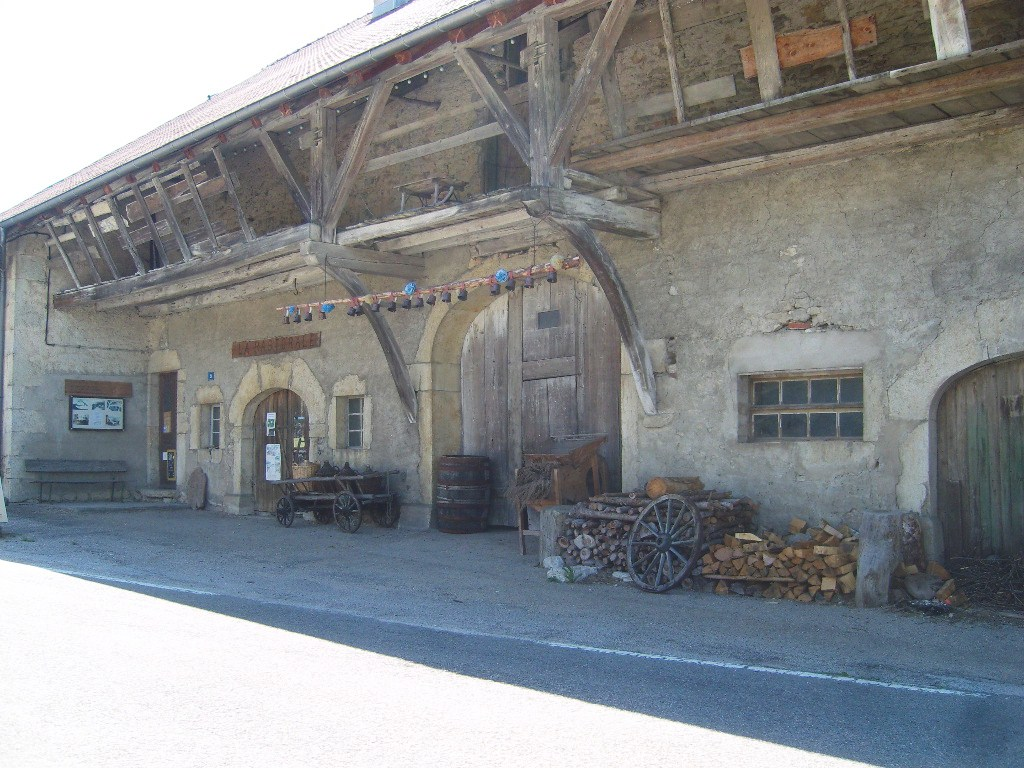
Ferme-musée de la Pastorale, façade sur rue.
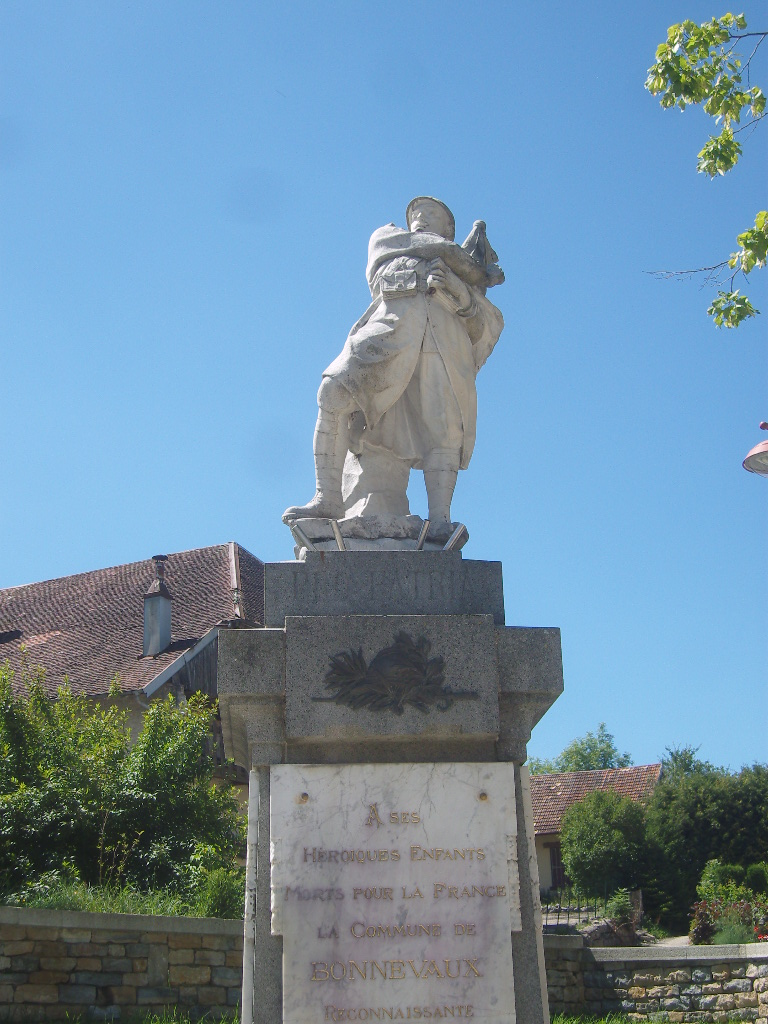
Monument aux morts.
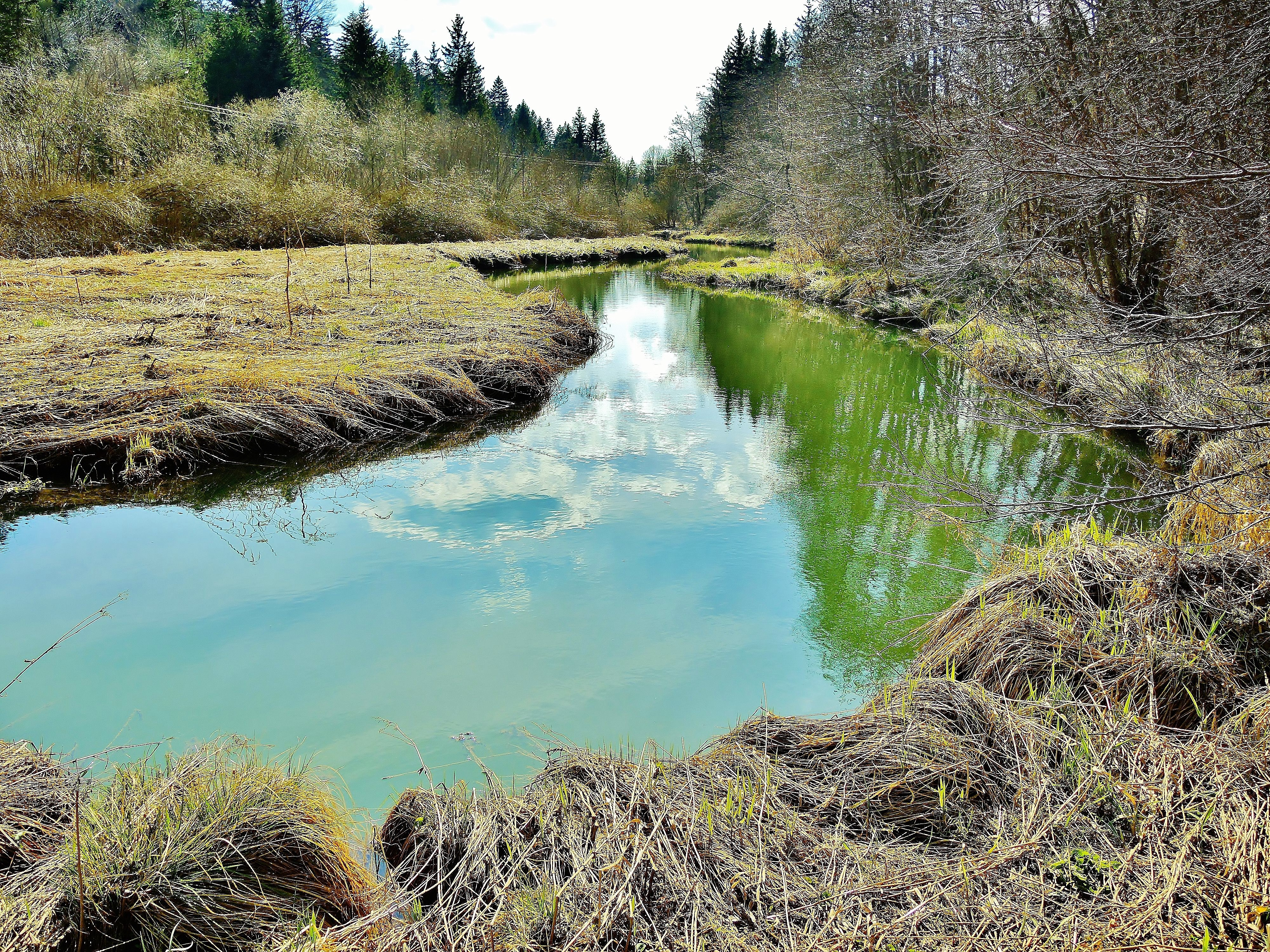
Le Drugeon en amont du village.
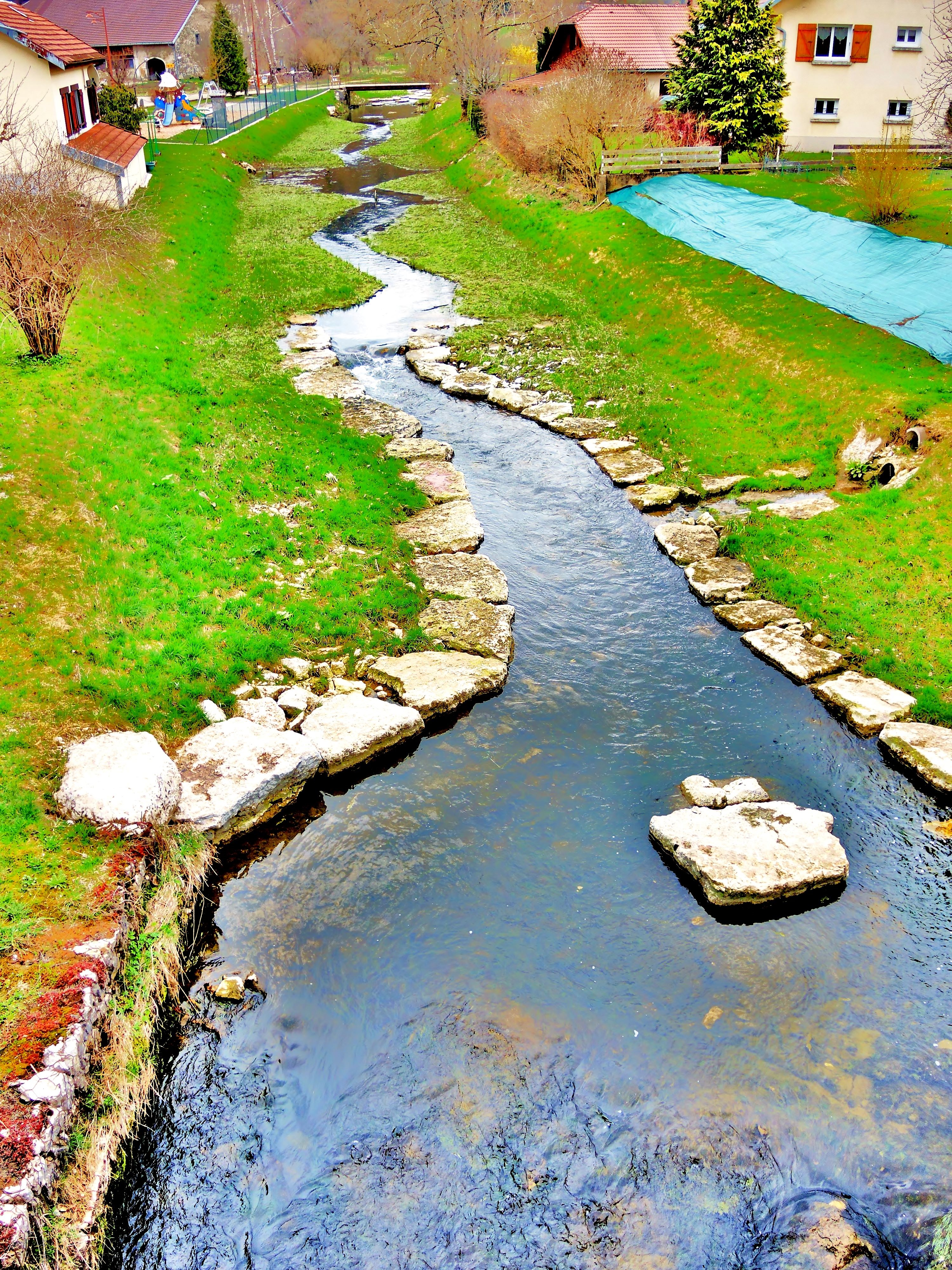
Le Drugeon dans le village.

### Personnalités liées à la commune
- Jean-Baptiste Jacquenet, évêque, originaire de Bonnevaux.